# Chiesa di San Domenico (Catania)
La chiesa di San Domenico, detta anche chiesa di Santa Maria la Grande, si trova a Catania, in piazza San Domenico, nel quartiere di Santa Maria la Grande.

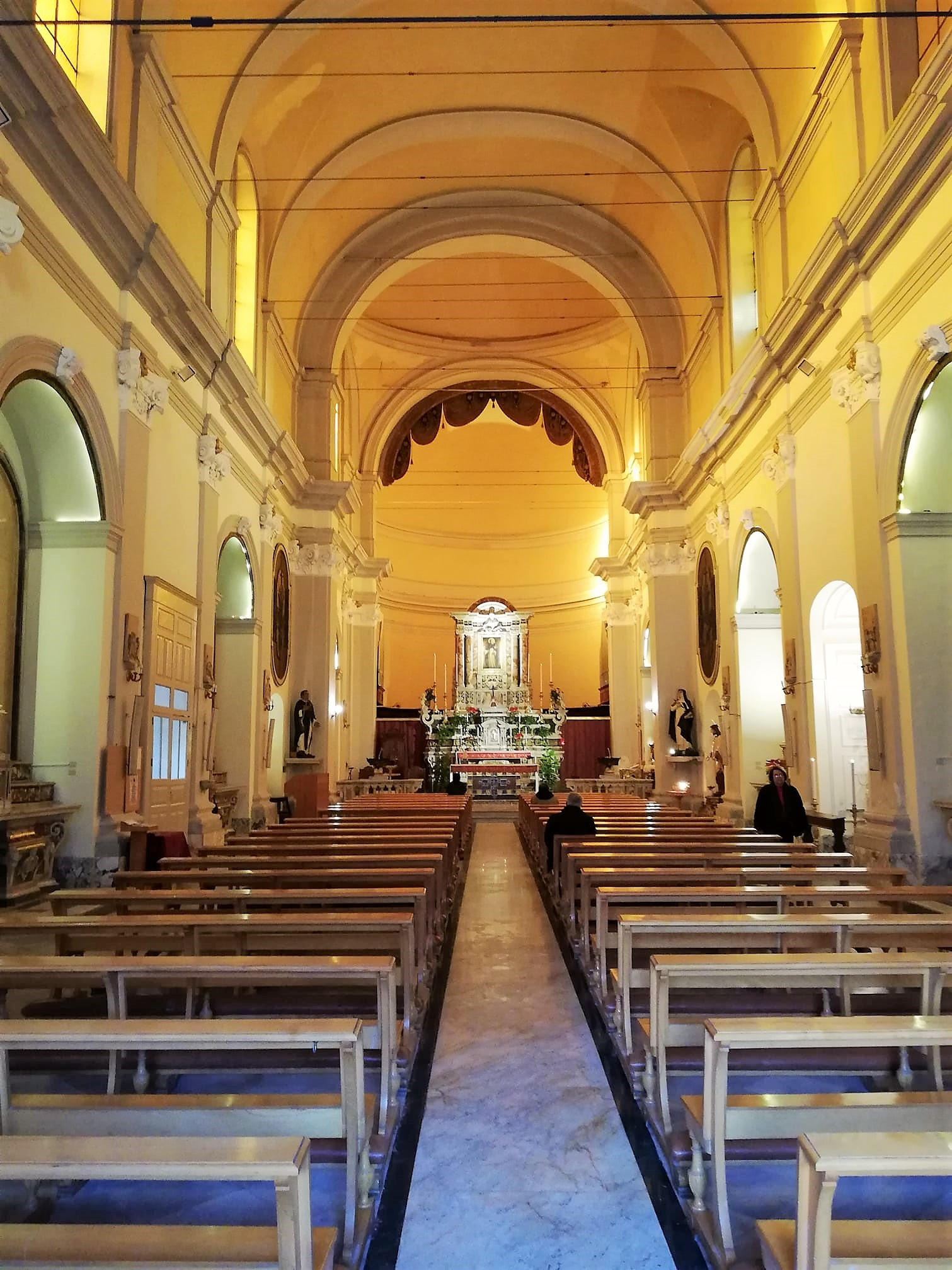
Navata.

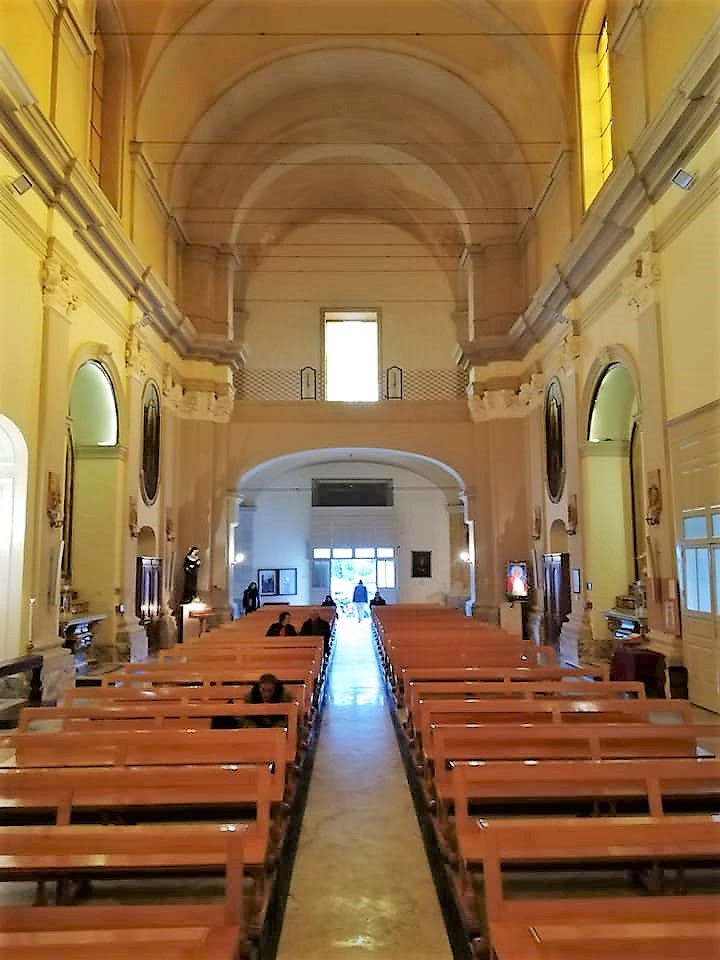
Controfacciata.

## Storia

### Epoca aragonese
Primo insediamento

Il primo luogo di culto, insediamento dell'Ordine domenicano, è identificato con l'area ove oggi sorge la chiesa di San Sebastiano nell'allora "piazza Castello Ursino", oggi "piazza Federico II di Svevia". Annessa al convento dei domenicani fu edificata nel 1313.
Nel 1405 il convento fu demolito ed i padri ottennero in cambio un edificio vicino alla rotonda con annessa la chiesa di "Santa Maria la Grande", sul cui sito fu costruito il convento per la comunità religiosa.

### Epoca spagnola
Secondo insediamento e successiva riedificazione:

Il terremoto del Val di Noto del 1693, che distrusse Catania, rese impraticabili sia il convento che la chiesa. Nel corso della successiva ricostruzione della città, fu riedificata la chiesa accanto al già esistente e ristrutturato convento.
Il titolo dell'opera del Gagini, Madonna della Neve, la raffigurazione di Papa Liberio e l'appellativo di «Santa Maria la Grande» sive ad nives, sono indici del titolo di «chiesa liberiana». Titolo che affonda le sue origini nei primi secoli della Chiesa, strettamente legato al sorgere della basilica di Santa Maria Maggiore in Roma considerata il più antico santuario mariano d'Occidente. Precisamente al IV secolo, sotto il pontificato di papa Liberio. Questa è la tradizione, anche se non comprovata da nessun documento; le chiese sotto il medesimo titolo sono dette "liberiane" dal nome del pontefice, dal popolo sono chiamate familiarmente ad Nives, della Neve.

## Esterno
La facciata, edificata su due ordini, è sita su piazza San Domenico e ai suoi piedi è presente un'ampia gradinata contornata da un'artistica cancellata in ferro battuto.
Il portale d'accesso è contornato da due colonne e sull'architrave si trova una statua calcarea del beato Bernardo Scammacca, opera dello scultore Epifanio Licata.
Sulla destra della chiesa vi è l'accesso all'ex convento oggi occupato dalla caserma Agostino Malerba.
Sull'ingresso è ubicato l'organo.

## Interno
La chiesa è ad una sola navata ed ha sei altari laterali.

### Parete destra
- Prima arcata: Altare.
  - Nicchia: Altare del Santissimo Crocifisso.
- Seconda arcata: Altare della Madonna del Rosario. Sulla sopraelevazione è custodito il dipinto su tavola raffigurante la Vergine del Rosario, opera di grandi dimensioni realizzata nel 1531, attribuita a Innocenzo Franucci detto Innocenzo da Imola.
  - Nicchia: statua del Sacro Cuore.

### Parete sinistra
- Prima arcata: Altare della Madonna della Neve o Altare di Santa Maria Maggiore. La nicchia ospita la pregevole scultura di Antonello Gagini raffigurante la Madonna della Neve,[2] sul piedistallo sono presenti i bassorilievi della Madonna della Neve, Papa Liberio e il Patrizio Giovanni fra gli stemmi dell'Ordine domenicano.
  - Varco: ingresso laterale.
- Seconda arcata: Altare.
  - Nicchia.

### Presbiterio
L'altare maggiore è situato nell'abside, sormontata da un'ogiva in cui è inserito un antico coro ligneo. Sull'altare è posta una immagine raffigurante San Domenico di Guzmán.
Il 29 aprile 1974 mons.Picchinenna ha inaugurato il nuovo altare della chiesa San Domenico di Catania. Esso è costituito da una base in granito scuro che sostiene la mensa in marmo bianco di Carrara. Le linee semplici dell'insieme, che si confanno perfettamente con la scenografia dell'antico altare maggiore barocco, sono impreziosite da un ricchissimo paliotto, che è formato da una cornice, nella quale si alternano 14 formelle in bronzo con 12 formelle dipinte a smalto su lastre di argento, opera del domenicano padre Leonardo Gristina (Prizzi 1915 - Catania 1998), che inquadra una croce greca, composta da cinque formelle dipinte con la stessa tecnica, ma di dimensioni maggiori. Le formelle di bronzo, assieme alle quattro colombe che si trovano a sostenere i quattro angoli della base, sono opera dello scultore prof.Rosario Frazzetto.
Sempre all'interno della chiesa ed del convento dei domenicani di Catania si trovano altre opere del padre Leonardo Gristina:
- il candelabro per il cero pasquale
- il calice
- il copri Lezionario
- il Crocifisso
- il porta candela
- la Via Crucis
- il tabernacolo

Inoltre:
- Olivio Sozzi, San Vincenzo Ferreri, dipinto
- XIX secolo, Beato Bernardo Scammacca, dipinto custodito sull'altare della Cappella di San Vincenzo Ferreri, opera di Giuseppe Rapisardi.

## Convento di San Domenico

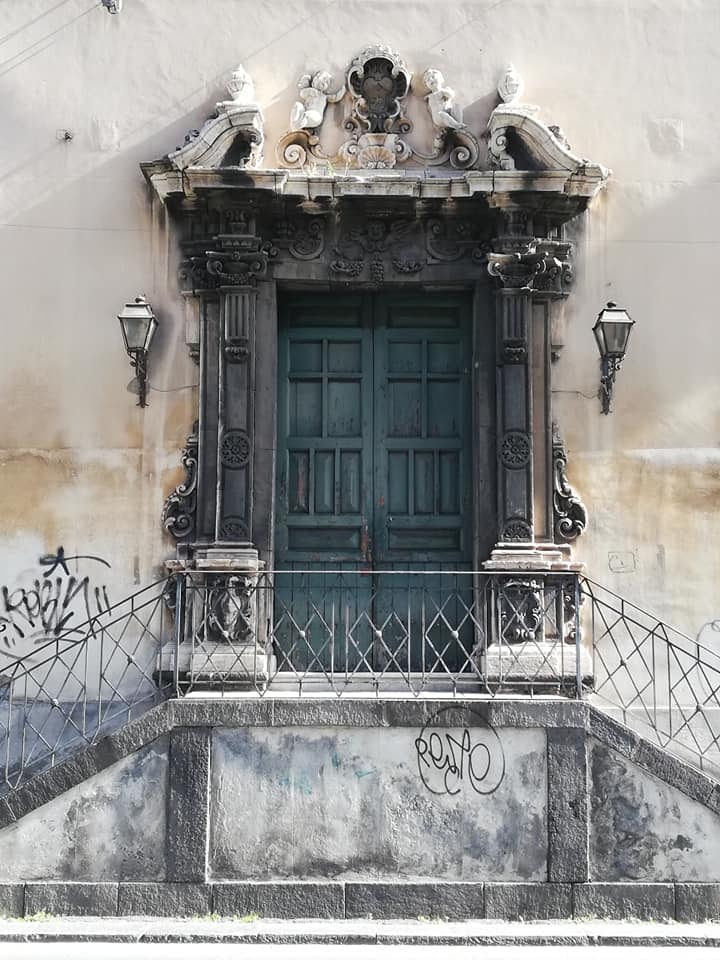
Portale laterale.

Convento dei Padri Domenicani sotto il titolo di «San Domenico» a «Porta del Re». Terza istituzione dell'Ordine dei frati predicatori in terra di Sicilia fondata nel 1224.
Gioacchino di Marzo documenta una commissione di venti Colonne, manufatti marmorei realizzati nel 1524 da Antonino Berrettaro verosimilmente per realizzare i portici del chiostro.
Dopo le leggi eversive del 1866 le strutture furono destinate ad ospitare il distretto e uffici militari. I religiosi grazie al confratello Benedetto Tornabene, eressero nel 1904 una nuova ala prospiciente alla Villa Bellini e attigua alla chiesa e all’ormai ex-monastero.
I Frati Domenicani continuano tutt’oggi a svolgere la loro opera.
- 1611, Convento sotto il titolo di «Santa Caterina» presso la cattedrale di Sant'Agata.[1][8]